# Tiger (Géorgie)
Pour les articles homonymes, voir Tiger.
Tiger est une ville américaine située dans le comté de Rabun dans l’État de Géorgie.

## Démographie
| 1910 | 1920 | 1930 | 1940 | 1950 | 1960 |
| ---- | ---- | ---- | ---- | ---- | ---- |
| 125  | 167  | 137  | 289  | 269  | 277  |

| 1970 | 1980 | 1990 | 2000 | 2010 | - |
| ---- | ---- | ---- | ---- | ---- | - |
| 312  | 299  | 301  | 316  | 408  | - |

## Traduction
- (en) Cet article est partiellement ou en totalité issu de l’article de Wikipédia en anglais intitulé « Tiger, Georgia » (voir la liste des auteurs).